# ميك تومسون
ميك تومسون (بالإنجليزية: Mick Thomson)‏ هو موسيقي وعازف قيثارة أمريكي، ولد في 3 نوفمبر 1973 في دي موين في الولايات المتحدة.

## وصلات خارجية
- ميك تومسون على موقع IMDb (الإنجليزية)
- ميك تومسون على موقع ميوزك برينز (الإنجليزية)
- ميك تومسون على موقع إن إن دي بي (الإنجليزية)
- ميك تومسون على موقع ديسكوغز (الإنجليزية)
- ميك تومسون على موقع قاعدة بيانات الفيلم (الإنجليزية)